# 2023年菲律宾领空关闭事件
2023年1月1日，菲律宾标准时间上午9:49（UTC时间上午1:50），菲律宾民航局（CAAP）检测到其位于大馬尼拉帕賽市的尼诺伊·阿基诺国际机场（NAIA）的空中交通管制中心出现问题。由于电力问题导致该空域的无线电和雷达停止工作，菲律宾空域和馬尼拉飞航情报区暂时关闭。不久之后，几乎所有飞往菲律宾空域主要机场的航班都取消或改航。即将进入菲律宾领空的航班也需要改道到邻国空域或返航。到中午时分，菲律宾领空内已无商业班机飞行。大约282班航班和超过56000名乘客受到影响，其中许多旅客是因元旦而返回菲律宾过节。
电力问题的起因是尼诺伊·阿基诺国际机场3号航站楼的变电站出现了故障。当日16时，部分空域已恢复服务。故障于19:45完全修复。

## 背景
菲律宾民航局（CAAP）是菲律宾交通部（DOTr）的一个附属机构，负责菲律宾空域的空中交通管制，以及管理负责运营菲律宾空域的空中交通管理中心（ATMC，位于大马尼拉市帕赛）。部署CNS/ATM系统的计划最初于20世纪90年代末被提出；ATMC以及新的CNS/ATM系统于2010年开始规划，并由日本国际协力机构（JICA）资助，最终于2018年1月16日落成，2019年7月26日开始运营。该系统的成本约为₱130億（US$2.366亿），需要从JICA获得₱108億（US$1.9656亿）贷款。
尼诺伊·阿基诺国际机场（NAIA）是菲律宾最大的机场， 共有4栋航站楼，由马尼拉国际机场管理局（MIAA）负责，该局也是交通部所属的国有企业。NAIA一直受到机场运力过剩的影响，修复计划在2010年代末被多次推迟。2022年12月30日，菲律宾政府宣布了一项将机场私有化的计划，目的是实现机场的现代化和重建。
2022年9月，NAIA曾发生停电事件，影响了30个航班。为了迎接假日季节，菲律宾民航局已经为全国42个商业机场做好了准备，以应对客流量激增的情况。

## 事故经过
马尼拉飞行情报区在2023年1月1日上午9:49（PHT），CAAP在其ATMC开始遇到电力问题。飞往菲律宾机场的国际航班开始备降至菲律宾附近的机场。上午10:51发布的NOTAM（Notice To Airmen）称马尼拉机场的无线电频率和雷达无法使用。CAAP下令暂时停飞所有飞机，以避免航空事故。ATMC的电源问题影响了菲律宾的空中交通管制系统，到当地时间中午，已无商业航班在马尼拉飞行情报区内飞行。ATMC的一个不间断电源的冷却风扇发生故障，一个备用电源没有自动启动。技术人员试图绕过两个不间断电源系统，但在12点19分造成过电压，损坏了中心的两个甚小口径终端（VSAT）之一。
宿雾太平洋航空和菲律宾航空都称ATMC的停电是导致航班取消的原因。下午1点54分，马尼拉国际机场管理局（MIAA）发布了一份新闻声明，称所有往返于马尼拉的航班都被全数取消。MIAA的危机管理和应急小组已经启动， 并向滞留在机场内的乘客提供了食品包、饮料和救济包。乘客们被要求留在航站楼内等待其航空公司的进一步指示。中午过后不久，MIAA总经理塞萨尔·钟（Cesar Chiong）表示，电力问题已经解决，将在系统测试后恢复服务。
在CAAP开始在大雅台使用雷达后，同日下午4点部分恢复了对NAIA的服务，并恢复少量航班运营。事件发生后，第一个到达机场的是由菲律宾航空来自布里斯班的222航班，该航班于当天下午4点55分降落。下午5点33分，即事件开始后约7个小时，NAIA在事件发生后首次放行前往香港的国泰航空930航班起飞。在解决了电力和设备问题后，ATMC在晚上7点45分恢复全面运作。

## 后续

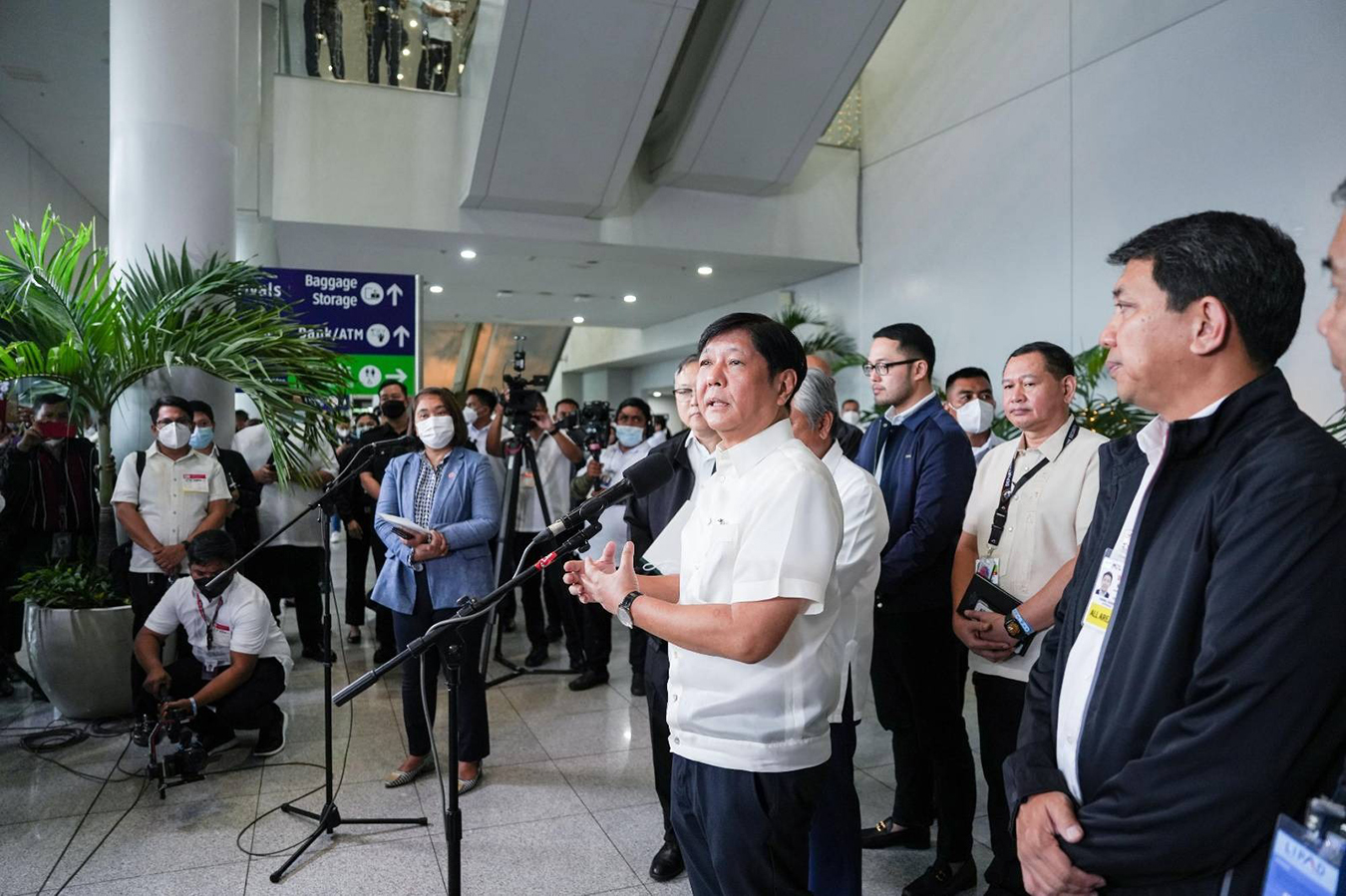
2023年1月6日，在关闭空域后，邦邦·马科斯总统在尼诺-阿基诺国际机场三号航站楼进行视察。

到部分航班恢复运营时，大约有282个往返于马尼拉机场的航班受到影响，其中268个被取消，7个航班备降至其他机场，另外7个航班（均为国内航班）延误。 超过56000名预定到达或离开马尼拉机场的乘客受到影响。在达沃市，弗朗西斯科-班戈伊国际机场约2600名乘客因技术问题而受到影响。该机场约有15个航班被取消，其中2个航班备降，2个航班延误。普林塞萨港国际机场和三宝颜国际机场的航班也被取消，共有1,378名乘客滞留。 全国各地机场共有约65000多名乘客滞留。
陆地运输特许经营和监管委员会（LTFRB）开始与大马尼拉和吕宋岛中部的运输运营商协调，提供从马尼拉机场到克拉克国际机场的免费班车，一些航空公司选择从这里重新安排航班。LTFRB主席特奥菲洛·瓜迪兹三世（Teofilo Guadiz）表示，这一举措是为了 "保护乘客不受某些出租车和网约车趁机抬高价格的影响"。 为了弥补延误，NAIA的跑道将在三天内保持全天候开放。官方要求航司尽可能使用宽体客机，以容纳更多的乘客，并安排更多的航班。 官员们预计在72小时内会完全恢复空域运行。
MIAA和马尼拉电力公司Meralco的联合调查发现，NAIA的3号航站楼的变电站是造成电力问题的原因，而一些设备在遭受过电压的损害后需要更换。 CAAP在事件发生后承认其设备已经过时，并且在事件发生前已经向国家政府提出构建一个现代化的空中交通管理系统计划。
参议员格蕾丝·坡在事件发生后呼吁制定应急计划和提供援助。在2022年12月的一次演讲中，坡呼吁推进交通部对NAIA的修复项目。
菲律宾长途电话公司（PLDT）董事长曼努埃尔·潘基南（Manuel V. Pangilinan）是受影响的乘客之一，他的飞机在飞行途中返回羽田机场。他在事件发生后提供了主机和额外设备来帮助CAAP。
邦邦·马科斯总统就这次事件公开道歉。尽管如此，他还是赞扬了他的内阁在解决这个问题上做得 "相当好"。他敦促交通部长杰米·包蒂斯塔（Jaime Bautista）加快有关采购设备以升级该国机场，并确保建立适当的备份系统以防止未来发生类似事件。